# Loch Ba (sjö i Storbritannien, Highland)
Loch Ba är en sjö i Storbritannien.   Den ligger i kommunen Highland och riksdelen Skottland, i den nordvästra delen av landet, 600 km nordväst om huvudstaden London. Loch Ba ligger 291 meter över havet. Arean är 1,2 kvadratkilometer.Trakten runt Loch Ba består i huvudsak av gräsmarker. Den sträcker sig 2,3 kilometer i nord-sydlig riktning, och 1,2 kilometer i öst-västlig riktning.